# Circondario di Pavullo nel Frignano
Il circondario di Pavullo nel Frignano era uno dei circondari in cui era suddivisa la provincia di Modena.

## Storia
Il circondario di Pavullo, parte della provincia di Modena, venne istituito nel 1859, in seguito ad un decreto dittatoriale di Carlo Farini che ridisegnava la suddivisione amministrativa dell'Emilia in previsione dell'annessione al Regno di Sardegna.
Il circondario venne soppresso nel 1926 e il territorio assegnato al circondario di Modena.

## Geografia antropica

### Suddivisioni amministrative
Nel 1863, la composizione del circondario era la seguente:
- mandamento I di Fanano
  - comune di Fanano
- mandamento II di Guiglia
  - comune di Guiglia
- mandamento III di Lama di Mocogno
  - comuni di Mocogno; Polinago
- mandamento IV di Montefiorino
  - comuni di Frassinoro; Montefiorino; Palagano; Prignano sulla Secchia
- mandamento V di Montese
  - comune di Montese
- mandamento VI di Pavullo nel Frignano
  - comuni di Serramazzoni; Pavullo nel Frignano
- mandamento VII di Pievepelago
  - comuni di Fiumalbo; Pievepelago; Riolunato
- mandamento VIII di Sestola
  - comuni di Montecreto; Sestola
- mandamento IX di Zocca
  - comune di Zocca

#### Eventi successivi
Il 6 marzo 1915 il comune di Montecreto fu distaccato dal mandamento di Lama Mocogno e aggregato a quello di Fanano.